# Gryllotalpa madecassa
Gryllotalpa madecassa är en insektsart som först beskrevs av Lucien Chopard 1920.  Gryllotalpa madecassa ingår i släktet Gryllotalpa och familjen mullvadssyrsor. Inga underarter finns listade i Catalogue of Life.